# Henrik Agerbeck
Henrik Agerbeck (Frederiksberg, 10 settembre 1956) è un ex calciatore danese, di ruolo attaccante.

## Carriera

### Club
Durante la sua ventennale carriera, si divise tra Danimarca, Svezia, Germania e Francia. Vanta almeno 136 reti in 526 incontri di campionato, vincendo il titolo francese del 1983 con la maglia del Nantes. Nel 1978 mantenne una media reti/partita pari a 0,87.

### Nazionale
Esordisce il 28 giugno 1978 contro l'Islanda (0-0).

## Palmarès

### Club

#### Competizioni nazionali
- Campionato francese: 1

Nantes: 1982-1983